# Alessandro dal Borro
Alessandro dal Borro (Arezzo, 22 aprile 1600 – Corfù, 2 dicembre 1656) è stato un condottiero italiano.

## Biografia

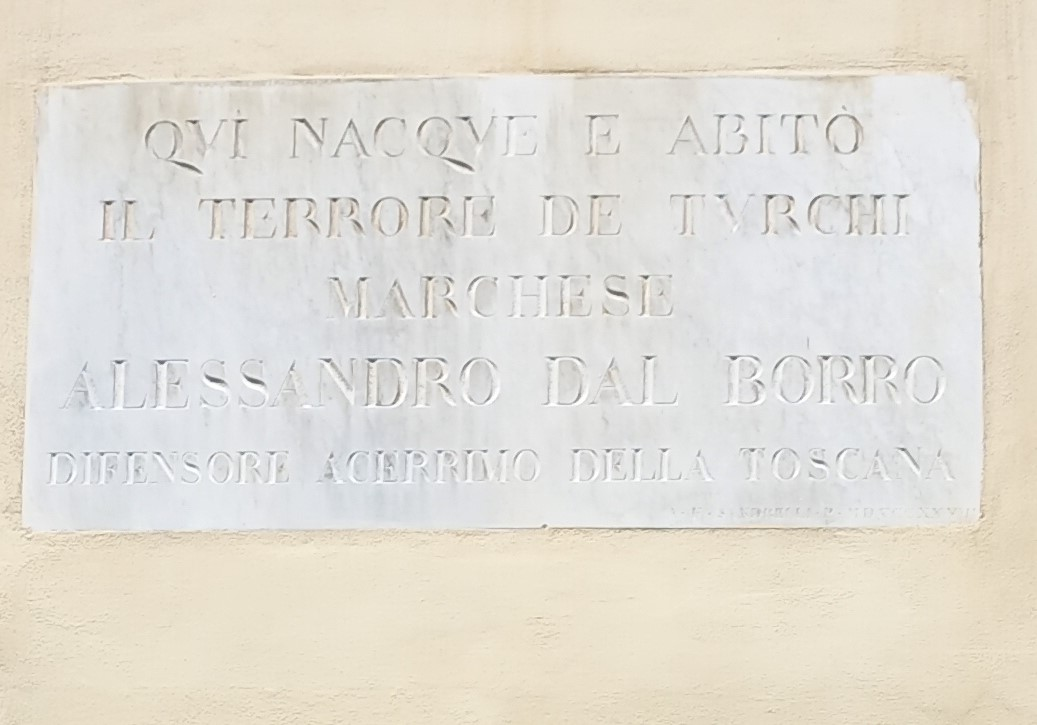
Targa commemorativa in avanzato stato di degrado

Alessandro dal Borro nacque ad Arezzo, figlio di Girolamo del Borro, capitano e patrizio aretino, proveniente da illustre famiglia aretina di lontane origini milanesi, Alessandro del Borro studiò matematica presso l'ateneo fiorentino. Destinato alla carriera militare, prese parte alla guerra dei trent'anni nelle file della compagnia di Ottavio Piccolomini, illustre capitano senese che il granduca Cosimo II de' Medici aveva inviato in terra tedesca per aiutare l'imperatore Ferdinando II che era suo cognato. Dal Borro, per le numerose vittorie nei campi di battaglia, fu investito di due baronie e venne iscritto alla nobiltà boema.
Alessandro del Borro, uno dei più grandi condottieri del XVII secolo, si meritò l'appellativo di «Terrore dei Turchi». Combatté inoltre al servizio di Spagna, e di Venezia.
Il granduca di Toscana Ferdinando II de' Medici lo richiamò a Firenze e lo nominò comandante dell'esercito granducale. Il 29 luglio 1643, per i servizi resi al granducato, gli assegnò il marchesato del Borro.
Alessandro del Borro tornò al servizio dei veneziani e morì nel 1656 a Corfù, in seguito alle ferite riportate in battaglia.
Nella gestione del feudo aretino gli succedette il figlio Niccolò del Borro (1644-1690), militare di carriera che morì anch'egli in battaglia.